# 耐久性

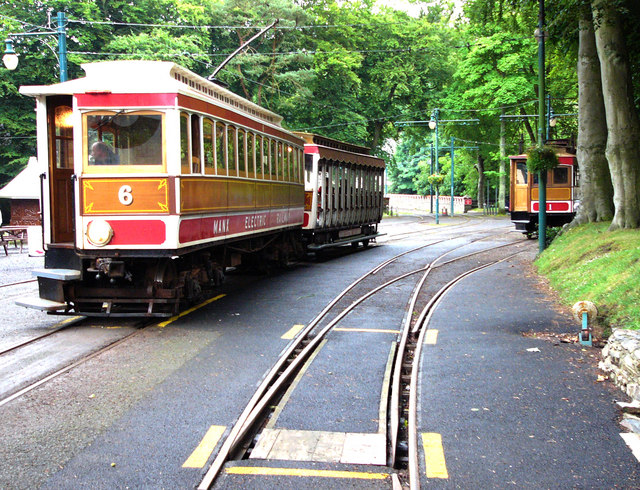
位于曼島的电器铁路仍在使用其原始的有轨电车和拖车运营，这些车辆均超过一百年历史，最新的一辆出自1906年。

耐久性是指一种实体产品在其设计寿命的正常使用条件下，面对日常运行的挑战时，能够保持功能性而不需要过度維護或修理的能力。目前有若干衡量耐久性的指标在使用中，包括寿命年数、使用小时数和运行周期次数等。在经济学中，使用寿命长的商品称为耐用品。
由于对服装的耐久性没有客观的衡量标准，价格已成为一个重要指标。

## 产品耐久性要求

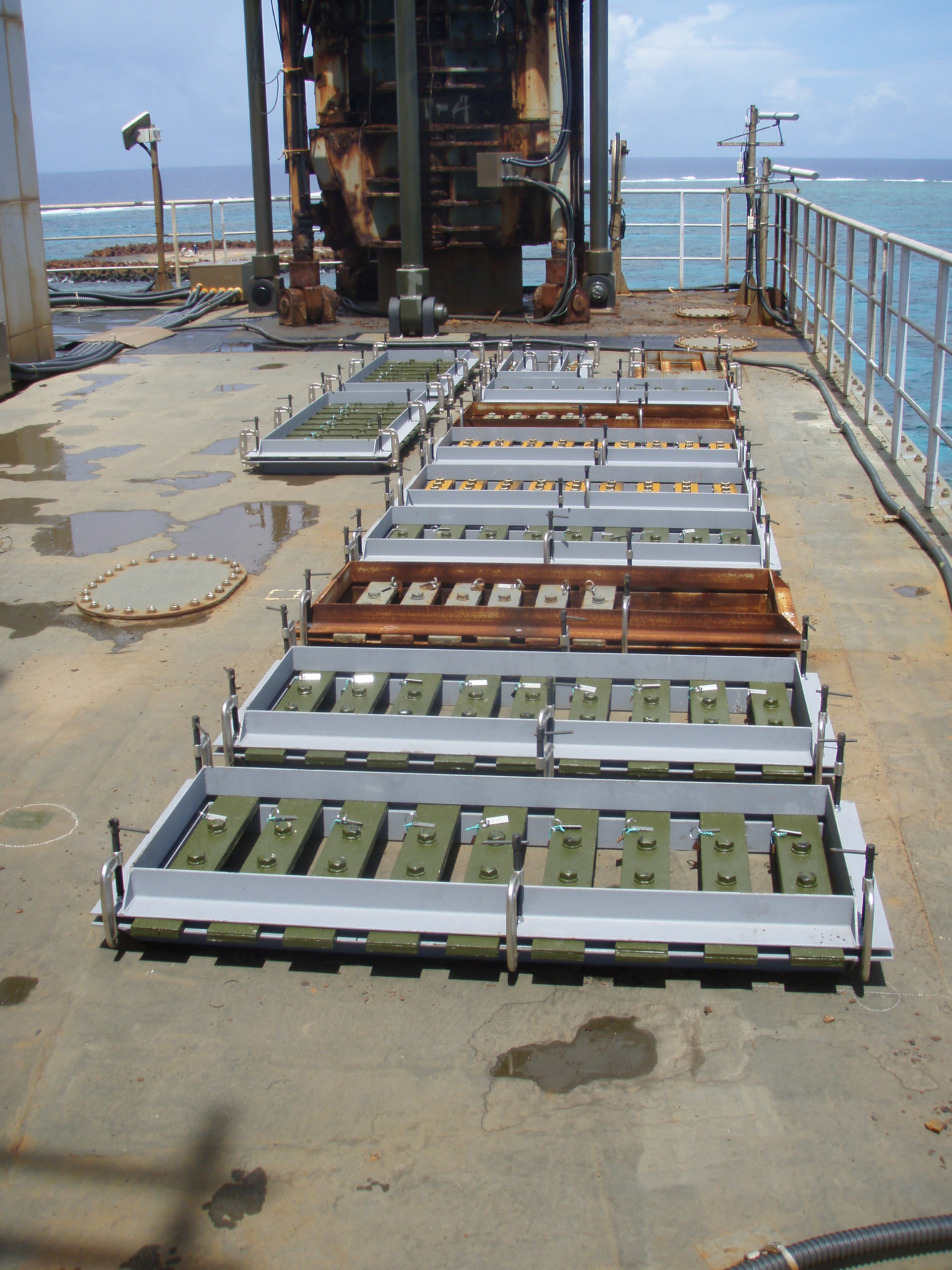
2010年在日本进行的耐久性测试

产品耐久性依赖于良好的可修复性和再生设计，并辅以适当的維護。每一件耐用产品都必须能够适应技术、工艺与设计方面的发展。这还需要消费者愿意放弃追求“最新款”产品的偏好。
在英国，作为消费者可要求的商品质量特性之一的耐久性，直到1994年对《1979年货物销售法》（Sale of Goods Act 1979）关于供给货物质量标准的修订之后才明确确立。
可靠性测试用于验证产品或材料对磨损的抵抗能力。常见的测试评估疲劳、磨耗、腐蚀以及环境条件暴露等方面的影响。

## 产品寿命和可持续消费
家庭用品的寿命是可持续消费中的一个重要因素。 延长产品寿命有助于提高生态效率与满足性（sufficiency），从而通过放缓消费来推动朝向可持续的消费水平发展。Cooper（2005）提出了一个模型，用以展示产品寿命在实现可持续生产与消费中的关键作用。

## 耐久性类型

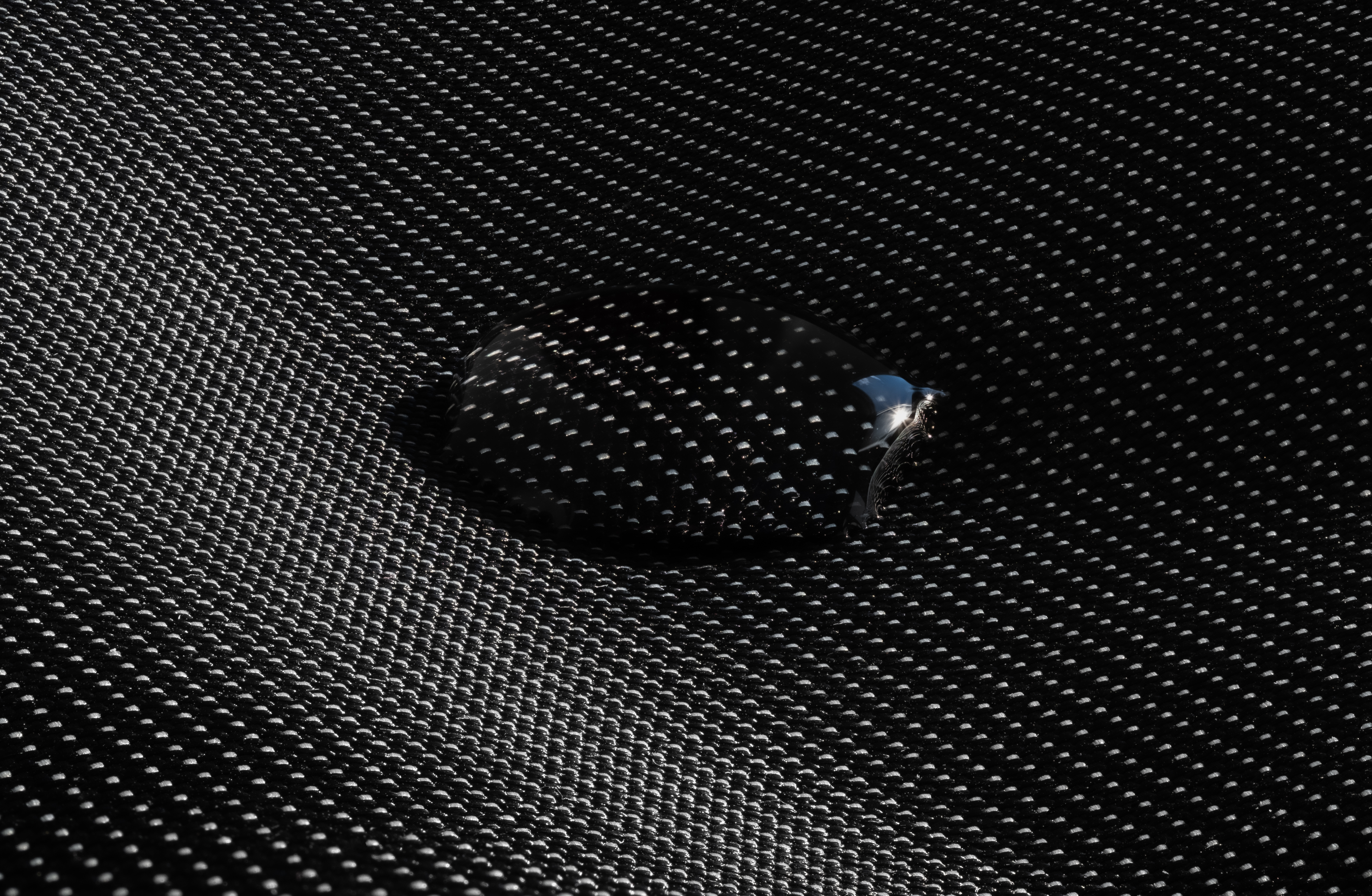
防水纺织品，2021年

耐久性可以涵盖经设计产品的若干具体物理特性，包括：
- 聚合物降解
- 防尘
- 抗疲劳
- 防火
- 抗輻射
- 耐热
- 防腐
- 防锈
- 韌性
- 防水

## 示例
- 化学强化玻璃，例如Superfest
- 耐用医疗设备
- 持久防水

## 相关
- 可用性
- 消耗品
  - 一次性用品
- 可互換零件
- 可维护性
- 产品寿命
- 产品管理
- 一次性社会
- 减少浪费